# Andrew Hunter (advogado)
Andrew H. Hunter (Condado de Berkeley, 22 de março de 1804 – Condado de Jefferson, 21 de novembro de 1888) foi um advogado na Virgínia, proprietário de escravos e político que serviu em ambas as casas da Assembleia Geral da Virgínia. Ele era advogado da Commonwealth (promotor) para o condado de Jefferson, na Virgínia, que processou John Brown pelo ataque a Harpers Ferry.

## Início da carreira
Hunter nasceu em 1804, filho do Coronel David Hunter (1761–1829) e sua esposa, Elizabeth Pendleton (1774–1825) em Martinsburg, depois mudou-se para Berkeley County, Virgínia, onde seu pai serviu por muito tempo como secretário do condado. Embora tivesse três irmãos, um deles do clérigo presbiteriano and Moses Hunter, de Nova York, a família teve recursos suficientes para pagar sua educação na Washington Academy, agora Washington and Jefferson College, mais adiante na National Road em Washington, Pensilvânia, e então no Hampden-Sydney College, onde se formou summa cum laude em 1822. Ele se casou com Elizabeth Ellen Stubblefield (falecida em 1873) e tiveram dois filhos, Henry Clay Hunter (1830-1886) - aparentemente nomeado em homenagem ao político do Kentucky Henry Clay - e Andrew Hunter Jr., e sete filhas.

## Hunter e a escravidão
Mesmo que ele não fosse abertamente pró-escravidão - essa honra pertencia ao seu vizinho, Senador James M. Mason- Hunter, como todo político na Vírginia, era pró-escravidão.
Na época do Censo Federal dos Estados Unidos de 1860, Hunter possuía cinco escravos: um homem negro de 36 anos, três mulheres negras entre 35 e 40 anos e um menino mulato de 6 anos. 
Um jornal do norte descreveu Hunter como um "defensor furioso da escravidão". Ele declarou que o tráfico de escravos era “fonte de grande benefício, não só para os brancos daqueles Estados, mas principalmente para os próprios escravos”, e se declarou contrário à “legislação sentimental” que reprimia o tráfico de escravos estrangeiro. No entanto, outro jornal o descreveu como "um amigo caloroso do [abolicionista] Horace Greeley, por mais estranho que isso possa parecer".

## Carreira

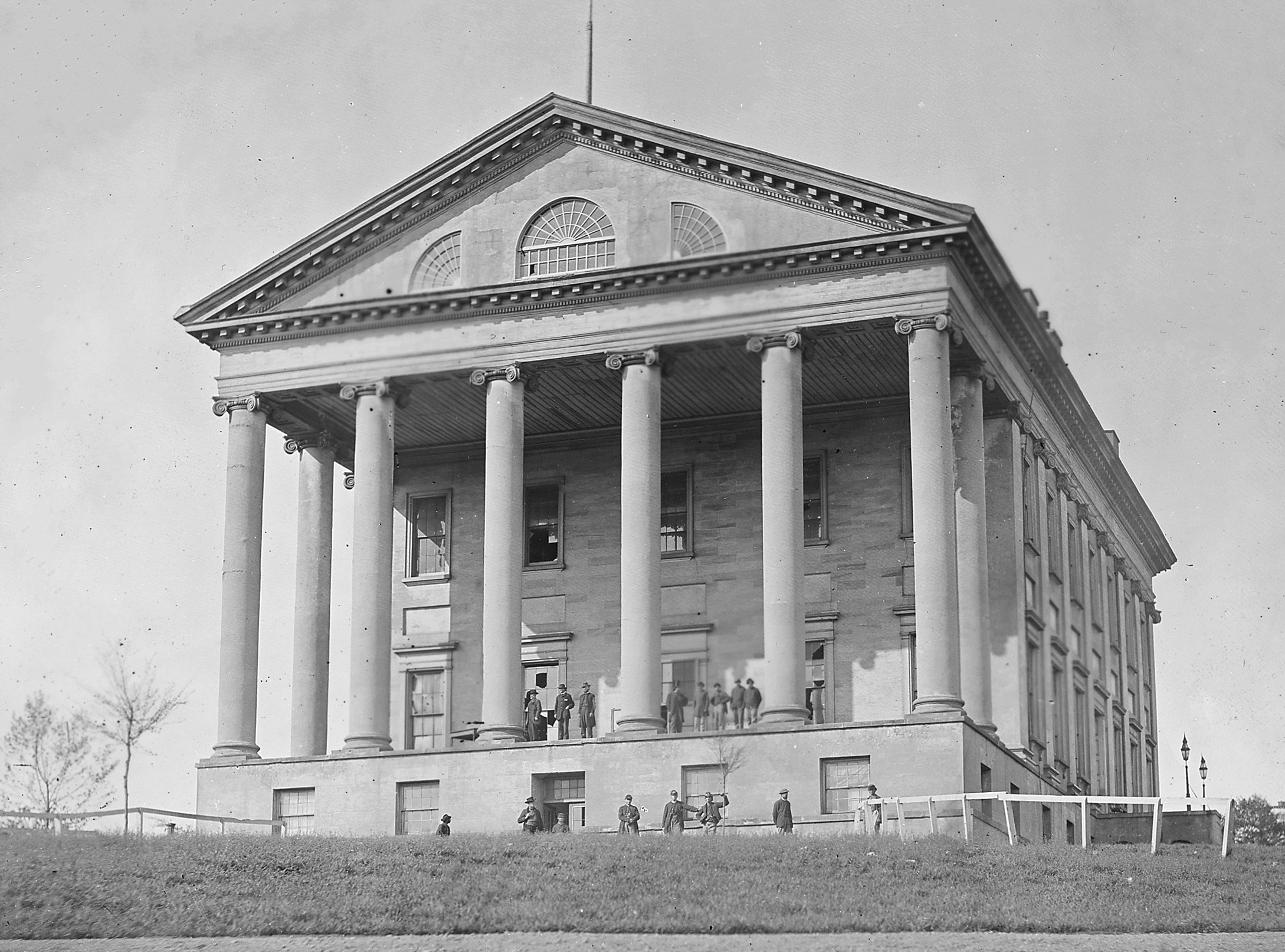
Capitólio da Virgínia em Richmond VA onde as convenções do século 19 se reuniram

### Advogado, frequentemente para ferrovias
Hunter foi aceito na Ordem dos Advogados da Virgínia em 1828, e praticou a lei no que se tornou o Panhandle Oriental da Virgínia Ocidental durante sua vida. Seu irmão mais velho se tornou um advogado de destaque em Martinsburg, a sede do condado de Berkeley, e Hunter começou sua prática em Harpers Ferry, e depois se estabeleceu em Charles Town (residência do condado de Jefferson). A partir de 1840, Andrew Hunter tornou-se um dos advogados locais da ferrovia de Baltimore e Ohio (B&O), e por muitos anos deneficiou-a, primeiro adquirindo o direito de passagem do Condado para a conexão em Harper's Ferry, embora começando em 1844, Hunter também foi diretor da Winchester &amp; Potomac Railroad Company e representou-os em suas tentativas de ser adquirida pela B&O quando esta tentava abrir caminho para Wheeling (então no oeste da Virgínia). Hunter foi eleitor presidente do partido Whig em 1840, mas recusou a indicação para o Congresso.
Os eleitores do condado de Jefferson elegeram Hunter como um de seus representantes (de meio período) na Câmara dos Delegados da Virgínia em 1846, e ele também trabalhou para a B&O enquanto estava em Richmond, mas nem ele nem seu colega William B. Thompson foram reeleitos.
Em 1850, os eleitores do Condado de Jefferson e dos Condados vizinhos de Berkeley e Clarke, elegeram Hunter para a Convenção Constitucional da Virgínia de 1850, junto com Charles J. Faulkner (outro advogado local da B&O), William Lucas e Dennis Murphy. Hunter e Lucas eram homens com "direitos dos estados", embora na crise de anulação da Carolina do Sul em 1833, Hunter e Thompson tenham condenando veementemente o curso da Carolina do Sul.
Hunter era o advogado pessoal do Governador da Virgínia Henry A. Wise. :1688
Foi dito que o caso John Brown que tornou Hunter uma figura nacional, mas mesmo antes do ataque de John Brown, ele foi mencionado como um possível candidato presidencial.

### O julgamento de John Brown
Charles Town, onde Hunter morava, ficava a apenas 7 mi (11 km) de Harpers Ferry, onde o ataque de John Brown em 1859 produziu um grande tulmuto, atraindo a atenção nacional. Por decisão do governador da Virgínia, Henry A. Wise, cujo advogado pessoal era Hunter. Hunter recebeu a tarefa politicamente explosiva de processar o abolicionista John Brown e os outros de seu partido que foram capturados; o promotor do Condado, Charles B. Harding, por consenso geral, não era capaz de lidar com um caso tão importante e ficou feliz por ser "auxiliado". Assim, Hunter, que assinou como "Procurador Assistente", rapidamente redigiu a acusação e processou John Brown e seus associados por assassinato, incitação à insurreição negra e traição contra a Comunidade da Virgínia. "O Sr. Hunter tinha contra John Brown alguns dos melhores talentos jurídicos do Norte. Ele conduziu o julgamento com grande habilidade e conquistou reputação nacional como advogado. " Os réus foram condenados por todas as acusações, exceto que, em vez que, de acordo com a decisão Dred Scott, os negros não eram cidadãos, os dois réus negros, Shields Green e John Anthony Copeland, não podiam cometer traição, de modo que a acusação foi retirada para os dois réus. Todos foram condenados à morte e executados por enforcamento.
Como o Distrito Judicial e os advogados de fora foram embora, foi Hunter quem se encarregou de tudo o que se relacionava com Brown durante seu último mês. Ele foi "o primeiro homem em Charlestown". Só ele poderia ter escrito a "Proclamação" de 28 de novembro, anunciando a prisão daqueles no Condado de Jefferson que não sabiam explicar seus negócios ali. Foi Hunter quem abriu e leu todas as cartas endereçadas a Brown, retendo de 70 a 80 que “ele não as receberia, nunca iria receber, porque eu achava que eram impróprias”; elas foram enviados para Richmond junto com os outros documentos. Hunter disse ao carcereiro Capitão Avis para tratar bem Brown.
Hunter já era "o líder reconhecido da advogacia deste condado [de Jefferson]". Os julgamentos de John Brown deram-lhe reputação nacional.  Ele era na época "um dos principais advogados dos Estados Unidos".
Em 1881, Hunter foi para o Storer College para ouvir Frederick Douglass falar sobre Brown e parabenizou-o no final do discurso. Um visitante em 1883 escreveu que "parece renovar a juventude deste venerável octogenário falar de John Brown". De acordo com Hunter, Brown "foi o homem mais corajoso que já vi".

### Político confederado
Hunter foi, durante a guerra, "o amigo de confiança e conselheiro do General Robert E. Lee ".
Depois que a Virgínia votou pela secessão e a Guerra Civil Americana começou, Hunter e seu colega advogado Thomas C. Green (prefeito de Charles Town, um assessor de impostos confederado e mais tarde um juiz da Suprema Corte de West Virginia)  representaram o Condado de Jefferson sob o regime confederado na Casa de Delegados da Virgínia durante as sessões de 1861/62 e 1862/63, mas nenhum deles foi reeleito em 1863. Outro advogado local da B&O, Thomas Jefferson McKaig (o advogado da ferrovia em Cumberland, Maryland, por quase quatro décadas e que atuou em ambas as casas da legislatura de Maryland), também apoiaria a Confederação. Após a renúncia do banqueiro e oficial confederado Edwin L. Moore (da 2ª Infantaria da Virgínia, em que seu filho advogado Henry Clay Hunter lutou como soldado antes de receber uma comissão de tenente em julho de 1861), Hunter então se tornou senador estadual de seu distrito, então ocupado por tropas federais (e o Congresso dos Estados Unidos reconheceu West Virginia como o 35º estado). Seu irmão mais novo, Reverendo Moses Hoge Hunter (1814-1899), serviu como capelão da 3ª cavalaria da Pensilvânia durante aquela guerra, e mais tarde editaria as memórias de seu primo, o General da União David Hunter (particularmente desprezado por simpatizantes confederados na Virgínia Ocidental por causa de seus ataques, incluindo que destruiu o Instituto Militar pró-Confederado da Virgínia). O general Hunter, em julho de 1864, ordenou que seus subordinados incendiassem a casa de Andrew Hunter, e Hunter foi preso por um mês sem explicação ou acusação.

### Prática de direito
Após a guerra, Hunter retomou sua prática jurídica. Como o principal advogado do Condado, ele freqüentemente se opôs a Charles J. Faulkner no tribunal. Começando em 1865, quando os legisladores da Virgínia Ocidental mudaram a sede do Condado de Jefferson de Charles Town para Shepherdstown . Hunter lutou para mover a sede do Condado de volta e defendeu com sucesso uma lei posterior movendo a sede do condado de volta para Charles Town (de Shepherdstown); Faulkner representou o lado perdedor de Shepherdstown. Hunter foi mais tarde um dos advogados perdedores representando a Virginia em Virginia v. West Virginia, a ação da Virgínia para retomar os condados de Jefferson e Berkeley, que a Suprema Corte dos Estados Unidos decidiu em 1871 (Faulkner estava do lado vencedor).

## Morte
Andrew Hunter morreu em sua casa em Charles Town, Condado de Jefferson, West Virginia, em 21 de Novembro de 1888. Ele estava com boa saúde até pouco antes de sua morte (atribuída em um obituário à "velhice"). Ele foi enterrado com outros membros da família no cemitério da Igreja Episcopal de Zion em Charles Town. Ele deixou duas filhas, Mary E. Kent e Florence Hunter. Seu filho Robert Harper Jr. morreu "no serviço confederado"; seu outro filho, Henry Clay Hunter, advogado, morreu um ano antes de seu pai.  Seu sobrinho Robert W. Hunter, também oficial e delegado confederado, sobreviveria à guerra e se tornaria o secretário dos Registros Militares da Virgínia.

## Escrita
- Hunter, Andrew (1897). «John Brown's Raid». Southern History Association. 1 (3): 165–195 Earlier newspaper versions of these recollections: 1887,[7] more legible reprint of same story,[20] 1888.[35]